# Бребі
Бребі (рум. Brebi) — село у повіті Селаж в Румунії. Входить до складу комуни Кряка.
Село розташоване на відстані 381 км на північний захід від Бухареста, 11 км на схід від Залеу, 56 км на північний захід від Клуж-Напоки.

## Населення
За даними перепису населення 2002 року у селі проживали 593 особи, усі — румуни. Усі жителі села рідною мовою назвали румунську.